# Le Grand-Pourier
Le Grand-Pourier est un îlot située au large du cap d'Erquy (Côtes-d'Armor, Bretagne), en limite de la Côte d'Émeraude.
L'endroit héberge de nombreux oiseaux : cormorans, goélands argentés et, surtout, une petite colonie de fous de bassan.